# Tratatul de la Verdun

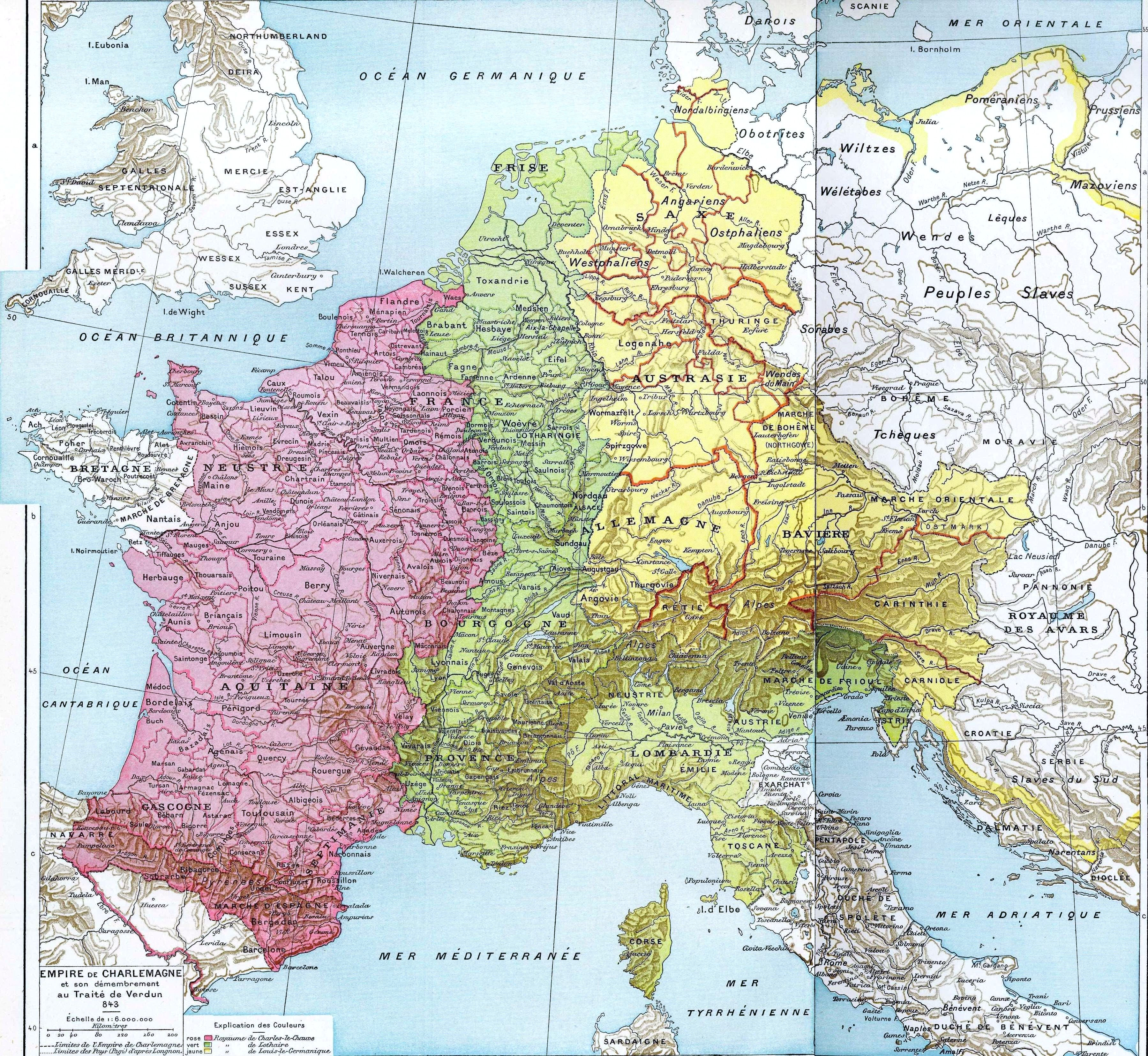
Împărțirea moștenirii lui Ludovic cel Pios prin Tratatul de la Verdun (843)

Prin Tratatul de la Verdun din 843 cei trei fii rămași în viață ai lui Ludovic cel Pios, nepoții lui Carol cel Mare, și-au împărțit teritoriile sale, Imperiul Carolingian, în trei regate. Deși acest tratat este adesea considerat începutul sfârșitului și al dizolvării imperiului unitar al lui Carol cel Mare, de fapt reflectă aderența continuă la ideea francă de moștenire împărțită între urmași, nu revenită celui mai în vârstă dintre ei.
Când Ludovic cel Pios a murit în 840, fiul său cel mai mare, Lothar I, a pretins suzeranitate asupra regatelor urmașilor săi și a susținut încoronarea nepotului său Pepin al II-lea ca rege al Aquitaniei. După ce frații săi, Louis Germanul (sau Ludovic Germanul) și Carol cel Pleșuv l-au învins la Bătălia de la Fontenay (841) și au încheiat o alianță prin Jurământul de la Strasbourg, Lothar a acceptat să înceapă negocierile.
Fiecare dintre frați avea deja un regat al său - Lothar în Italia, Ludovic Germanul în Bavaria, și Carol cel Pleșuv în Aquitania. Lothar a primit partea centrală a imperiului - astăzi Țările de Jos, Lorena, Alsacia, Burgundia, Provence, și Italia, și titlul imperial, mai mult onorific, fără suzeranitate reală. Ludovic Germanul a primit partea estică, Germania de astăzi, reprezentate de numeroasele state ale Sfântului Imperiu Roman. Carol cel Pleșuv a primit partea vestică, aproximativ teritoriul Franței de astăzi. Pepin al II-lea a primit regatul Aquitaniei sub suzeranitatea lui Carol.
Lothar a primit titlul imperial, regatul Italiei și teritoriile dintre râurile Rin și Ron. Louis (Ludovic Germanul) a primit titlul de rege asupra tuturor teritoriilor de la est de Rin și în nordul și estul Italiei, un precursor al conglomerării medievale de state disparate, cunoscute sub numele de Sfântul Imperiu Roman, și de aici al Germaniei de astăzi. Carol a primit tot teritoriul aflat la vest de râul Ron.